# Sienna (województwo małopolskie)
Sienna – wieś w Polsce, położona w województwie małopolskim, w powiecie nowosądeckim, w gminie Gródek nad Dunajcem, na Pogórzu Rożnowskim.
W latach 1975–1998 wieś położona była w województwie nowosądeckim.

## Położenie
Sienna położona jest na Pogórzu Rożnowskim. Pola i zabudowania Siennej znajdują się w dolinie wpadającego do Jeziora Rożnowskiego. potoku Jelnianka, oraz na wzgórzach wznoszących się po obydwu stronach tej doliny.

## Integralne części wsi
| SIMC    | Nazwa      | Rodzaj     |
| ------- | ---------- | ---------- |
| 0426621 | Berdychów  | część wsi  |
| 0426638 | Folwark    | część wsi  |
| 0426680 | Wilkonosza | przysiółek |

## Zabytki
Obiekt wpisany do rejestru zabytków nieruchomych województwa małopolskiego.
- Cmentarz wojenny z I wojny światowej nr 354.

## Parafia
We wsi znajduje się kościół parafialny pw. św. Stanisława biskupa i męczennika. Sienna jest stosunkowo młodą parafią. Została wydzielona w 1950 r. z parafii Zbyszyce. Wtedy też wybudowano w Siennej kościół. Położony na zboczu wzgórza, z większej odległości wygląda dostojnie.
W ołtarzu głównym można zobaczyć płaskorzeźbę Wieczerzy Pańskiej, obraz św. Stanisława, patrona kościoła oraz rzeźbę Chrystusa Zmartwychwstałego. W jednym z dwóch ołtarzy bocznych tego kościoła czci się Najświętsze Serce Pana Jezusa, a w drugim Matkę Bożą Pocieszenia. Parafia Sienna obchodzi odpustowe święto ku czci swojego patrona w niedzielę po 8 maja.